# Thinophilus vanschuythroecki
Thinophilus vanschuythroecki är en tvåvingeart som beskrevs av Negrobov 1971. Thinophilus vanschuythroecki ingår i släktet Thinophilus och familjen styltflugor. Inga underarter finns listade i Catalogue of Life.